# Lasiophanes fulvescens
Lasiophanes fulvescens là một loài bọ cánh cứng trong họ Cerambycidae.